# Мультиклавула
Мультиклавула (Multiclavula) — рід грибів родини клавулінові (Clavulinaceae). Назва вперше опублікована 1967 року.

## Поширення та середовище існування
В Україні зростають мультиклавула слизиста (Multiclavula mucida), мультиклавула весняна (Multiclavula vernalis).

## Гелерея

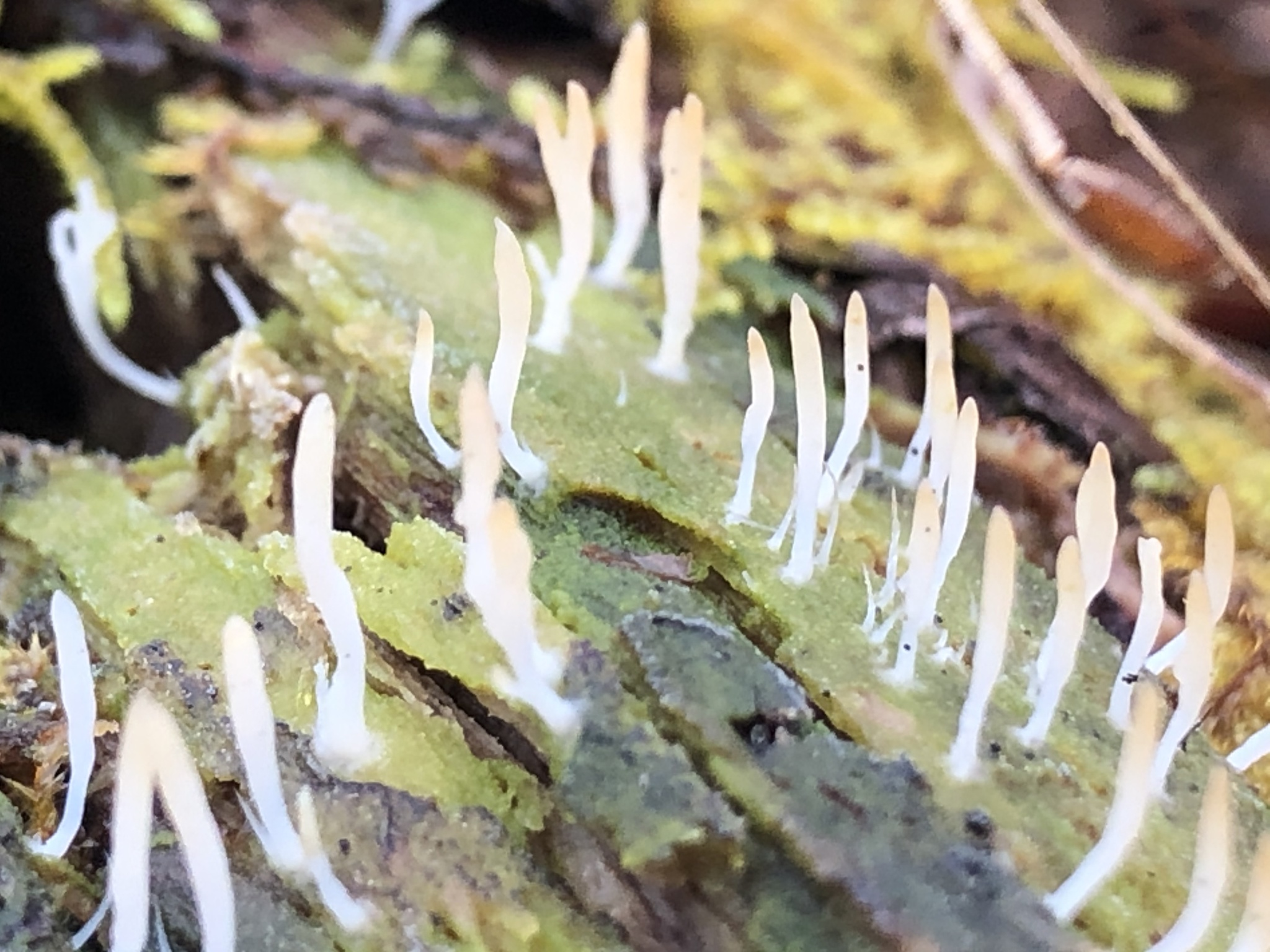
Multiclavula mucida
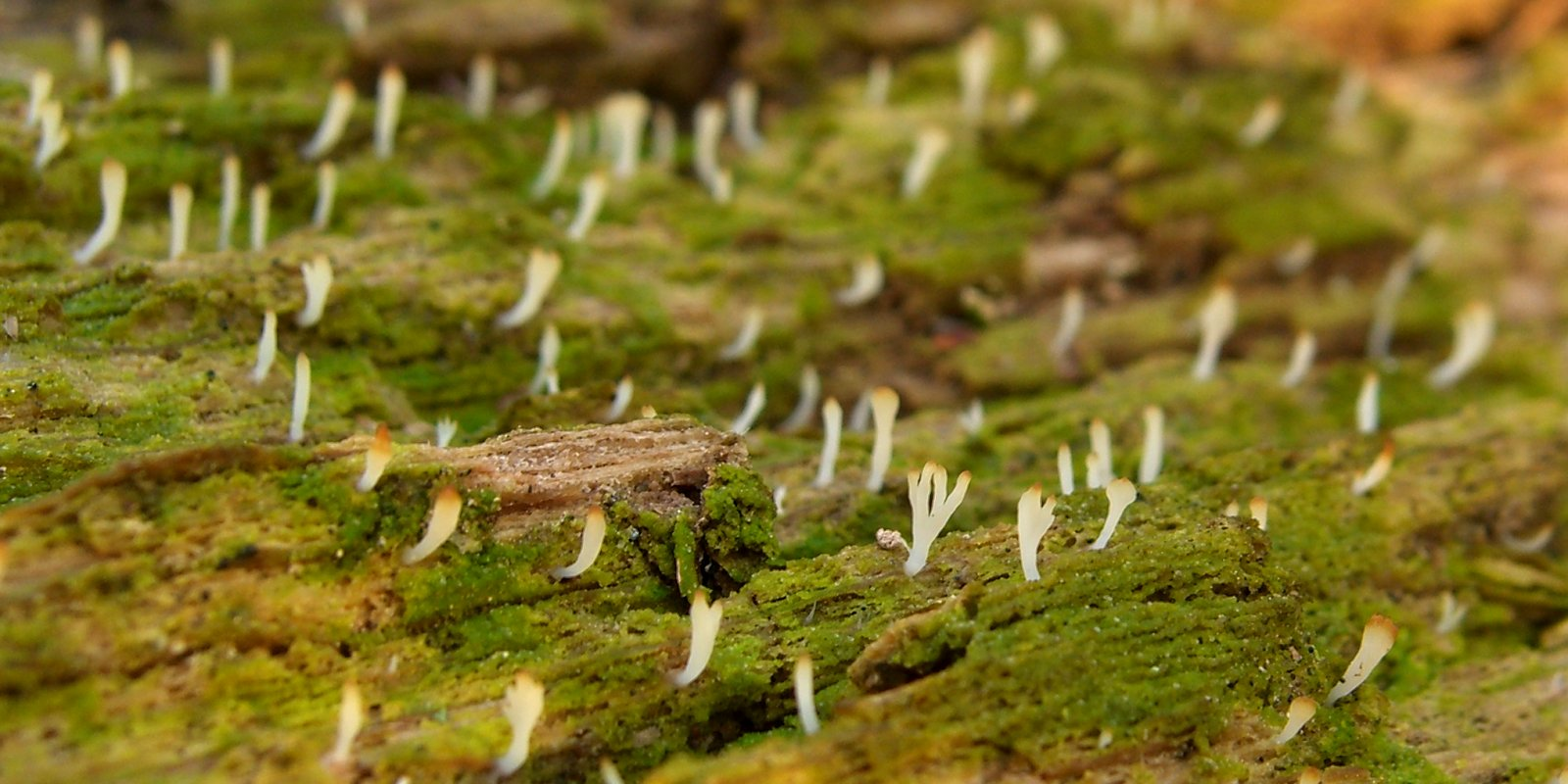
Multiclavula mucida
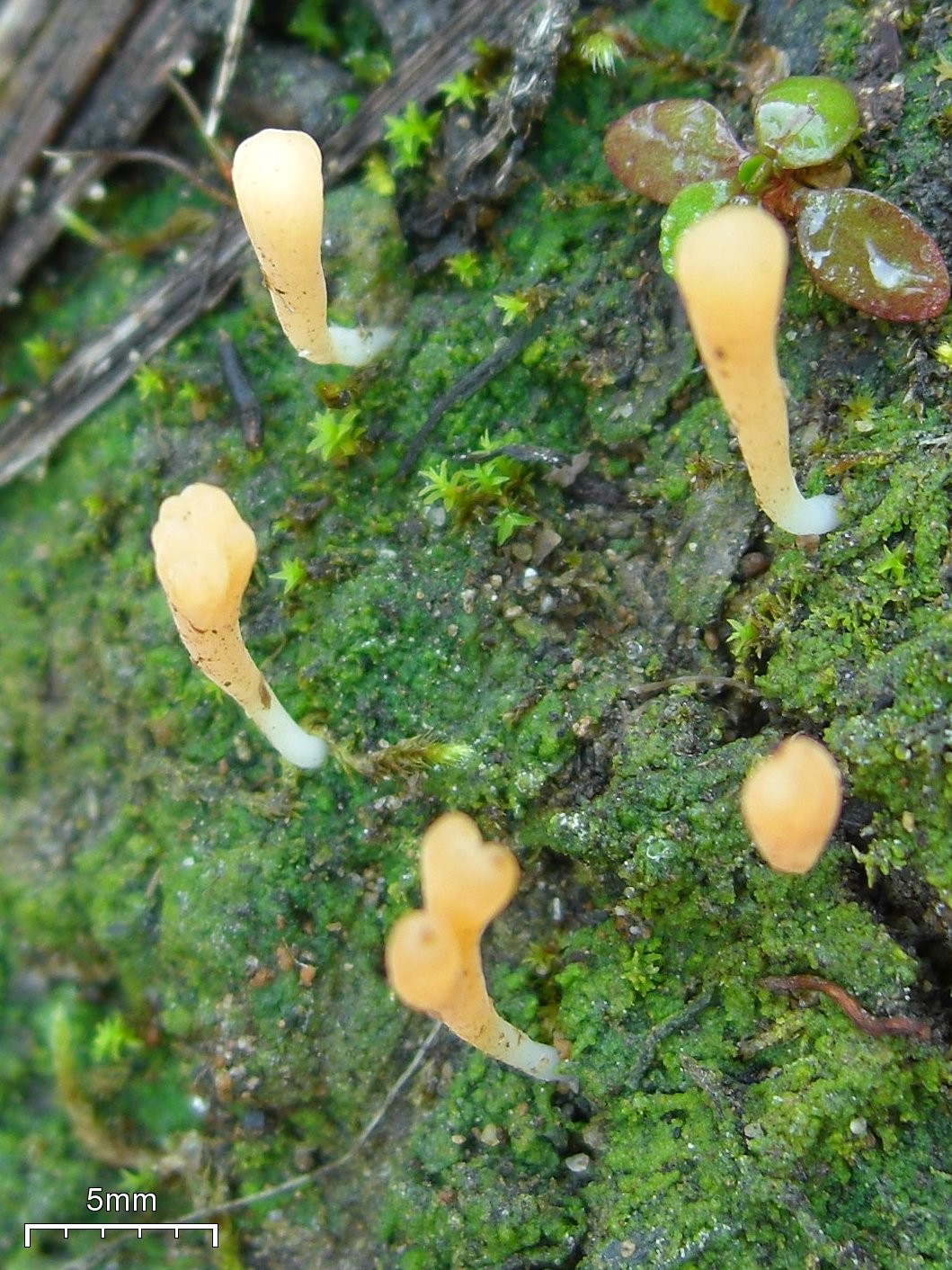
Multiclavula vernalis